# (2103) Laverna
(2103) Laverna (1960 FL) – planetoida z pasa głównego asteroid okrążająca Słońce w ciągu 5,57 lat w średniej odległości 3,14 au. Odkryta 20 marca 1960 roku.